# 라플라스 극한
수학에서 라플라스 극한(영어: Laplace limit)은 케플러 방정식(Kepler's equation)의 직렬 해 {\displaystyle \varepsilon ^{n}}가 수렴하는 이심률의 최대 값 {\displaystyle L}이다.
이것은 대략,
{\displaystyle L=0.66274341934918158097474209710925290....(OEISA033259)}
케플러의 방정식 {\displaystyle M=E-\varepsilon sinE}는 편심 {\displaystyle \varepsilon }이 있는 타원에서 움직이는 물체에 대한 평균 편차 {\displaystyle M}과 편심이 변형된 {\displaystyle E}를 관련 짓는다. 이 방정식은 기본 함수의 관점에서 E에 대해 풀 수 없지만 라그랑주의 반전 정리(Lagrange reversion theorem)는 해를 {\displaystyle \varepsilon ^{n}}의 멱급수로 나타낸다.
{\displaystyle E=M+\sin(M)\,\varepsilon ^{1}+{1 \over 2}\sin(2M)\,\varepsilon ^{2}+\left({3 \over 8}\sin(3M)-{1 \over 8}\sin(M)\right)\,\varepsilon ^{3}+\cdots }
라플라스는 이 시리즈(급수)가 편심의 작은 값에 대해 수렴하지만 이심률이 특정 값을 초과할 때에는 갈라지는 것을 알았다. 라플라스 극한은 이값 {\displaystyle L}이다.  이는 멱급수의 수렴 반경 {\displaystyle r}이다.
- 라플라스 극한 상수 {\displaystyle L}

{\displaystyle E=M+\sum _{n=1}^{\infty }a_{n}L^{n}}
{\displaystyle a_{n}={1 \over {2^{n-1}n!}}\sum _{k=0}^{\lfloor {n \over 2}\rfloor }(-1)^{k}{n \choose k}(n-2k)^{n-1}sin[(n-2k)M]}
{\displaystyle r={{Le^{\left({\sqrt {1+L^{2}}}\right)}} \over {1+{\sqrt {1+L^{2}}}}}=1\leq 1\;\;,\quad e=}극한값 e
{\displaystyle r={{(0.66274....)e^{\left({\sqrt {1+(0.66274....)^{2}}}\right)}} \over {1+{\sqrt {1+(0.66274....)^{2}}}}}=0.9999999999....=1}

## 같이 보기
- 궤도 이심률
- 수학 상수
- 베셀 함수